# Mohamed Lamine Ould Ahmed
Mohamed Lamine Ould Ahmed (arabiska: محمد لامين ولد أحمد),[uttal saknas] född 1947 i Es-Smara i Spanska Sahara, är en västsaharisk politiker. Han blev 1976 den första premiärministern i Västsahara, egentligen Sahariska arabiska demokratiska republiken (SADR), som gör anspråk på Västsahara, vilket dock till största delen är ockuperat av Marocko, i strid mot folkrätten.
Mohamed Lamine Ould Ahmed är en av befrielserörelsen Polisarios grundare.
Han var premiärminister i en första period 1976–1982 och en andra period 1985–1988. Han har även varit talman för det västsahariska exilparlamentet, Västsaharas nationalråd.